# IV. Devlet Giráj krími kán
IV. Devlet Giráj (krími tatár: III Devlet Geray, ٣ دولت كراى), (1730 – 1781) krími tatár kán, Arszlán Giráj kán fia. Egyes szerzők III. Devletként tartják számon és Kara Devlet kánt (ur.: 1716–1717) nem sorszámozzák.

## Első uralkodása
1750 és 1756 között Devlet a budzsáki nogáj tatárok vezére (szeraszkirja) volt. 1767-ben a kalga méltóságot töltötte be. 1769-ben Kirim kán halála után a szultán őt nevezte ki krími kánnak. Devlet öccseit, Sahbazt és Mubareket tette meg kalgának és núreddinnek. 
Devlet legfontosabb feladata a tatár seregek összegyűjtése volt és vezetésük az éppen elkezdődött orosz-török háborúban. Kiderült azonban, hogy nem minden krími tatárnak állt érdekében a gyors és eredményes küzdelem az oroszok ellen. A bégek egy része titokban tárgyalásokba kezdett a fölényben levő oroszokkal, hogy megfelelő kompenzációért hajlandóak lennének átállni és szabotálták a tatár sereg mobilizációját. Így a tatárok késve és kisebb számban jelentek meg az elvártnál, és a feldühödött szultán tétlenséggel vádolta és leváltotta Devlet Girájt.

## Második uralkodása
1773-ban III. Musztafa oszmán szultán megbízta, hogy szabadítsa fel az oroszok által megszállt Krímet. Devlet kelet felől, a Kaukázuson és Kercsen keresztül megérkezett a félszigetre. Jöttére az oroszok által addig támogatott II. Száhib elmenekült. Az 1774-es békeszerződés értelmében a Krími Kánság kiszakadt a török függésből és formálisan független lett (ám gyakorlatilag orosz függésben). Devlet Giráj sürgette a szultánt, hogy ismét vegye védelmébe a kánságot, de mivel ez a szerződés megszegését jelentette volna, és Isztambul nem akart újból háborút az oroszokkal, ezért nem tettek semmit.
1777-ben a nogájok és oroszok által támogatott Sahin Giráj elfoglalta az egész Krímet. A krími bégek egy része is az ő oldalán állt, azok akiket Devlet megbüntetett II. Száhib támogatásáért. Devlet Giráj Törökországba vonult, ahol 1780-ban, Vize városában meghalt.

## Fordítás
Ez a szócikk részben vagy egészben  a(z)   Девлет IV Герай című orosz Wikipédia-szócikk ezen változatának fordításán alapul.  Az eredeti cikk szerkesztőit annak laptörténete sorolja fel. Ez a jelzés csupán a megfogalmazás eredetét és a szerzői jogokat jelzi, nem szolgál a cikkben szereplő információk forrásmegjelöléseként.
| Előző uralkodó: Kirim Giráj | Krími kán 1769 – 1770 | Következő uralkodó: II. Kaplan Giráj |

| Előző uralkodó: II. Száhib Giráj | Krími kán 1775 – 1777 | Következő uralkodó: Sahin Giráj |